# 馬盧鄉 (久爾久縣)
43°49′N 25°49′E / 43.817°N 25.817°E
馬盧鄉（羅馬尼亞語：Malu, Giurgiu），是羅馬尼亞的鄉份，位於該國南部，由久爾久縣負責管轄，面積40平方公里，海拔高度25米，2007年人口2,556，人口密度每平方公里64人。